# Epipogium aphyllum
L'epipogio afillo (Epipogium aphyllum Sw, 1814) è una pianta erbacea spontanea in Italia, appartenente alla famiglia delle Orchidacee.

## Etimologia
Il nome generico (Epipogium) deriva da due parole greche: "epi" (= sopra) e "pogon" (= barba), e potrebbe indicare la posizione superiore del labello. L'epiteto specifico (aphyllum) deriva sempre dal greco: "a" (negazione) e "fyllon" (= foglia) e indica il fusto privo di foglie. I primi botanici a nominare questa pianta furono Carl von Linné nel 1753 con il nome Satyrium epipogium e F. W. Schmidt nel 1791 con il nome di Orchis aphylla. In realtà la denominazione scientifica che s'impose fu quella di Epipogium aphyllum da parte del botanico e naturalista svedese Olof Peter Swartz nel 1814 in una pubblicazione intitolata Summa vegetabilium Scandinaviae. In lingua tedesca questa pianta si chiama Widerbart; in lingua francese si chiama Épipogon sans feuilles; in lingua inglese questa pianta si chiama Ghost Orchid.

## Descrizione

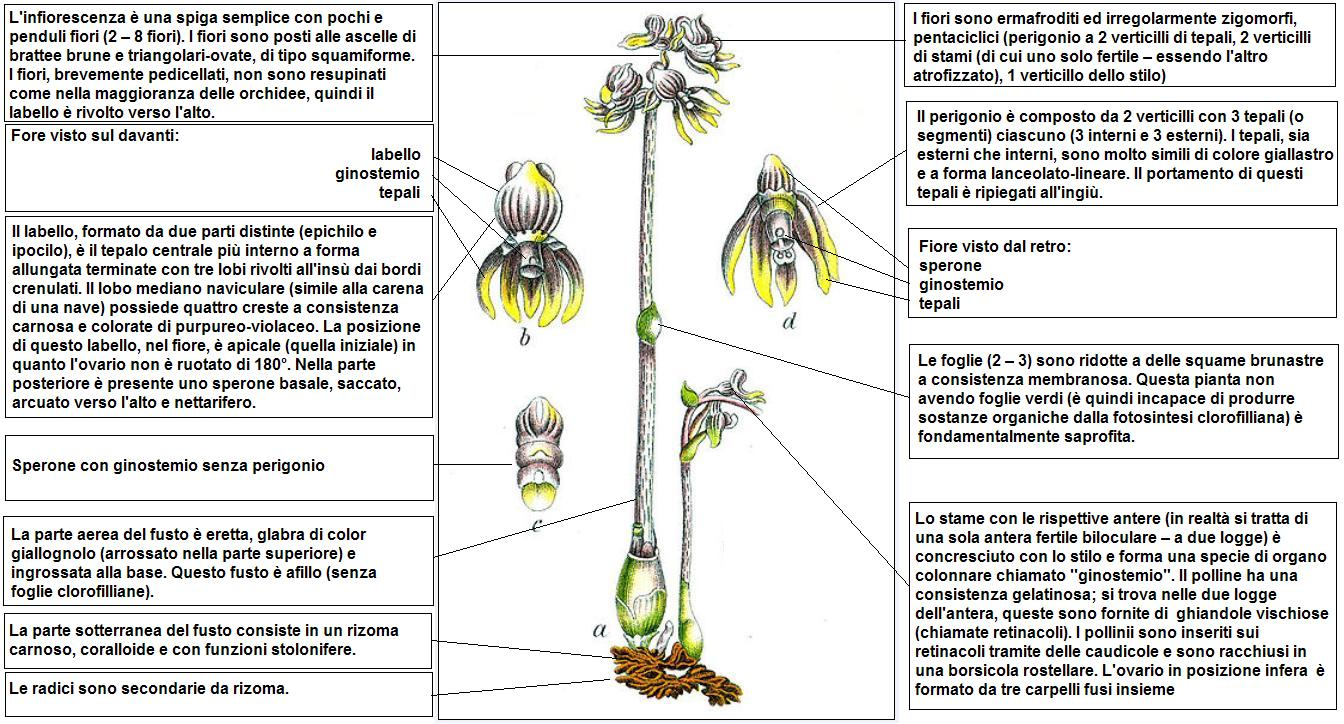
Descrizione delle parti della pianta

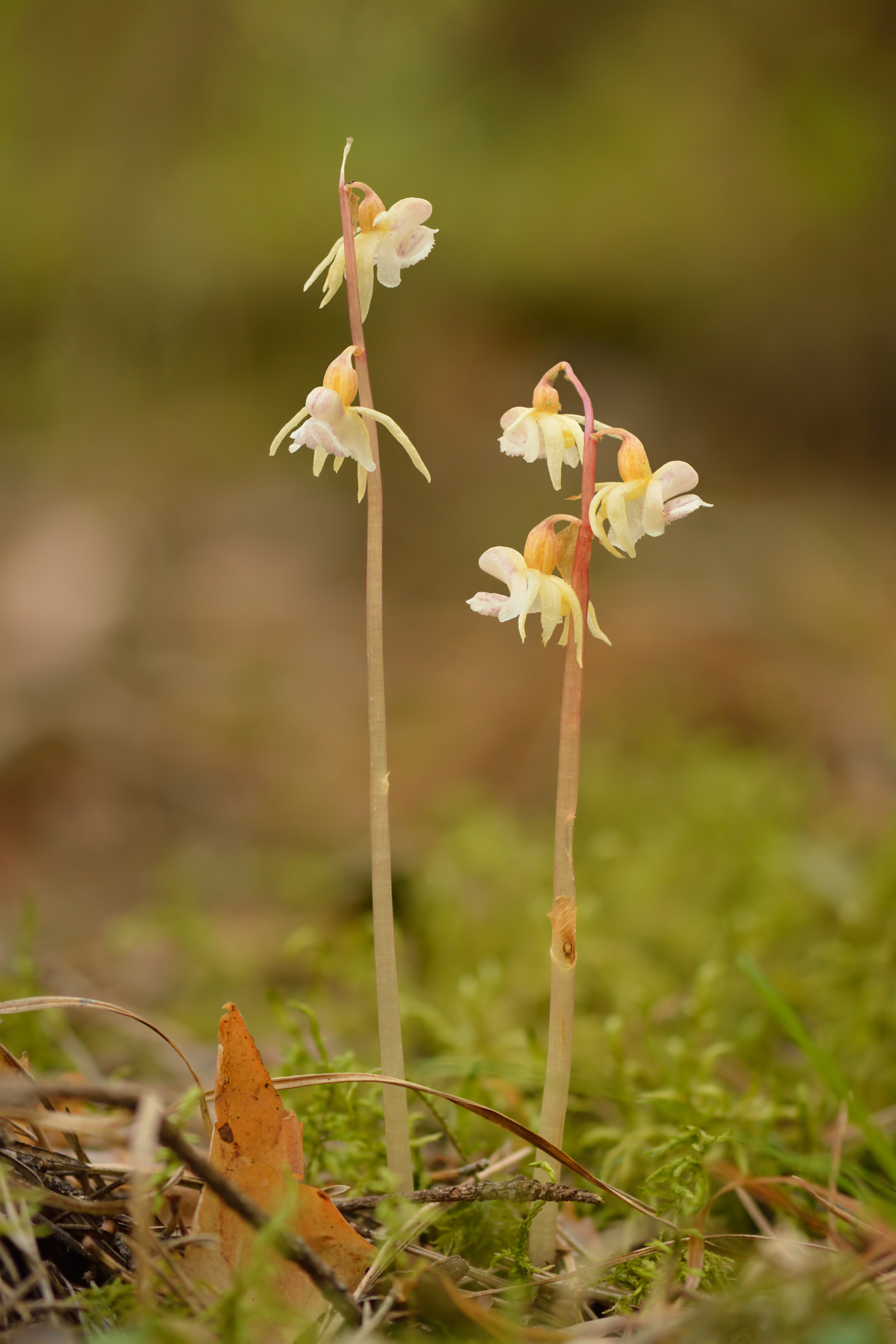
Il portamento

È una pianta erbacea alta 5– 30 cm. La forma biologica è geofita rizomatosa (G rhiz), ossia sono piante perenni dotate di rizoma, un fusto sotterraneo dal quale, ogni anno, si dipartono radici e fusti aerei.  È un'orchidea terrestre in quanto contrariamente ad altre specie, non è “epifita”, ossia non vive su altri vegetali di maggiori proporzioni.

### Radici
Le radici sono secondarie da rizoma.

### Fusto
- Parte ipogea: la parte sotterranea del fusto consiste in un rizoma carnoso, coralloide e con funzioni stolonifere. Dimensione del rizoma: larghezza 1 – 1,8 cm; lunghezza 1,5 – 2,5 cm.
- Parte epigea: la parte aerea del fusto è eretta, glabra di color giallognolo (arrossato nella parte superiore) e ingrossata alla base. Questo fusto è afillo (senza foglie clorofilliane).

### Foglie
Le foglie (2 – 3) sono ridotte a delle squame brunastre a consistenza membranosa. Questa pianta non avendo foglie verdi (è quindi incapace di produrre sostanze organiche dalla fotosintesi clorofilliana) è fondamentalmente saprofita.

### Infiorescenza

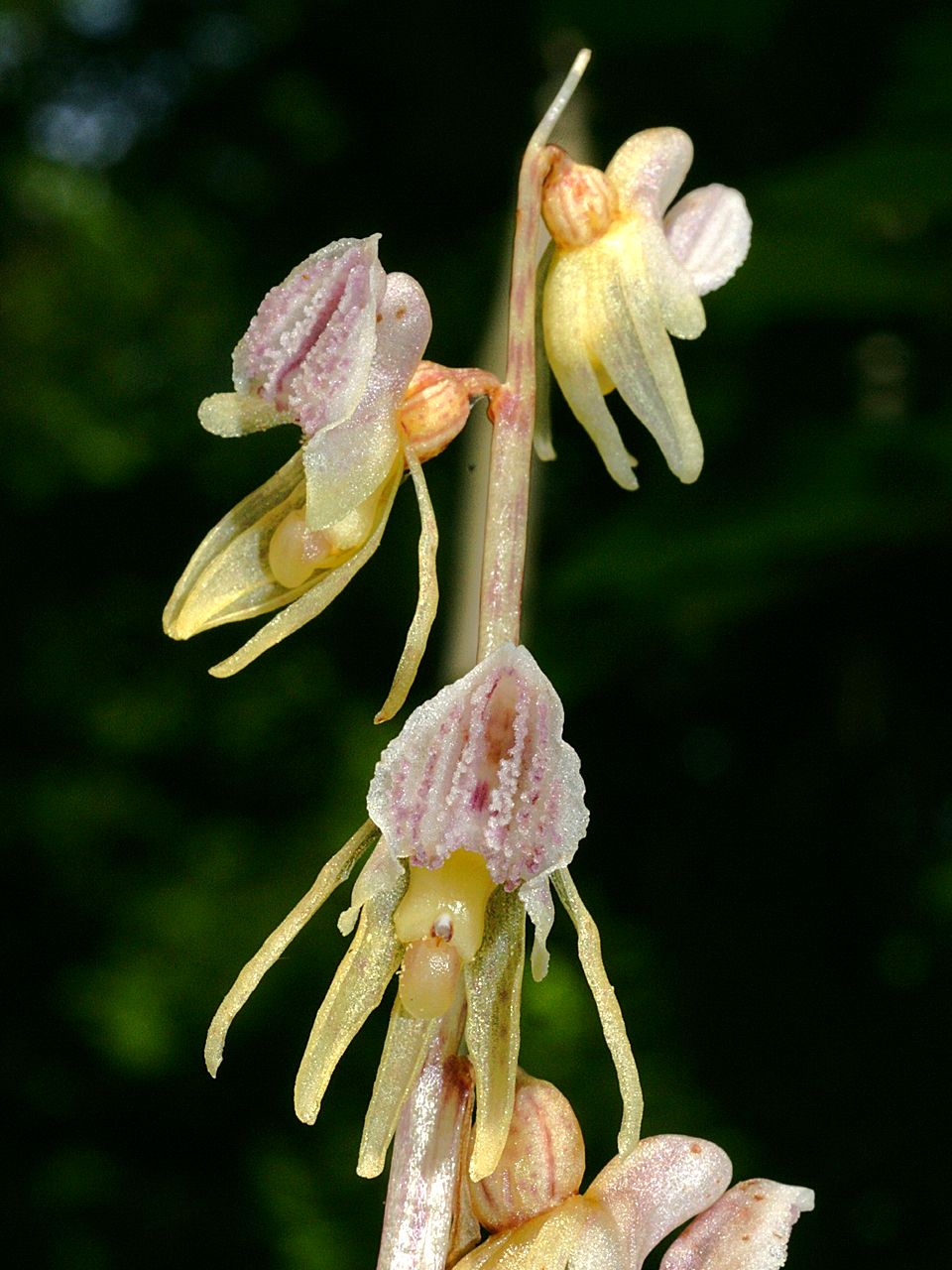
Infiorescenza

L'infiorescenza è una spiga semplice con pochi e penduli fiori (2 – 8 fiori). I fiori sono posti alle ascelle di brattee brune e triangolari-ovate, di tipo squamiforme. I fiori, brevemente pedicellati, non sono resupinati come nella maggioranza delle orchidee, quindi il labello è rivolto verso l'alto. Dimensione delle brattee: larghezza 2,8 – 4 mm; lunghezza 6 – 9 mm. Lunghezza del pedicello: 3 – 5 mm.

### Fiore

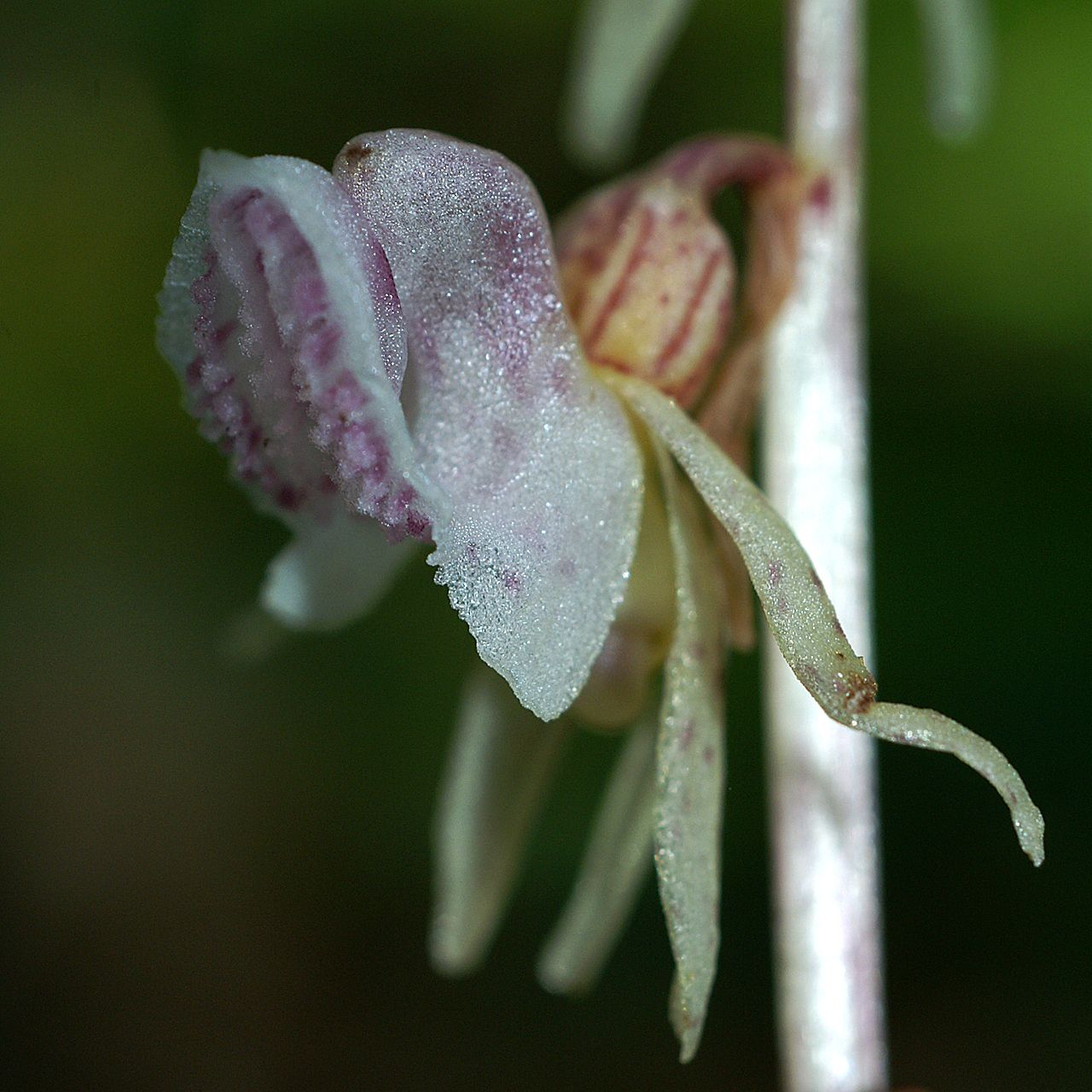
Il fiore

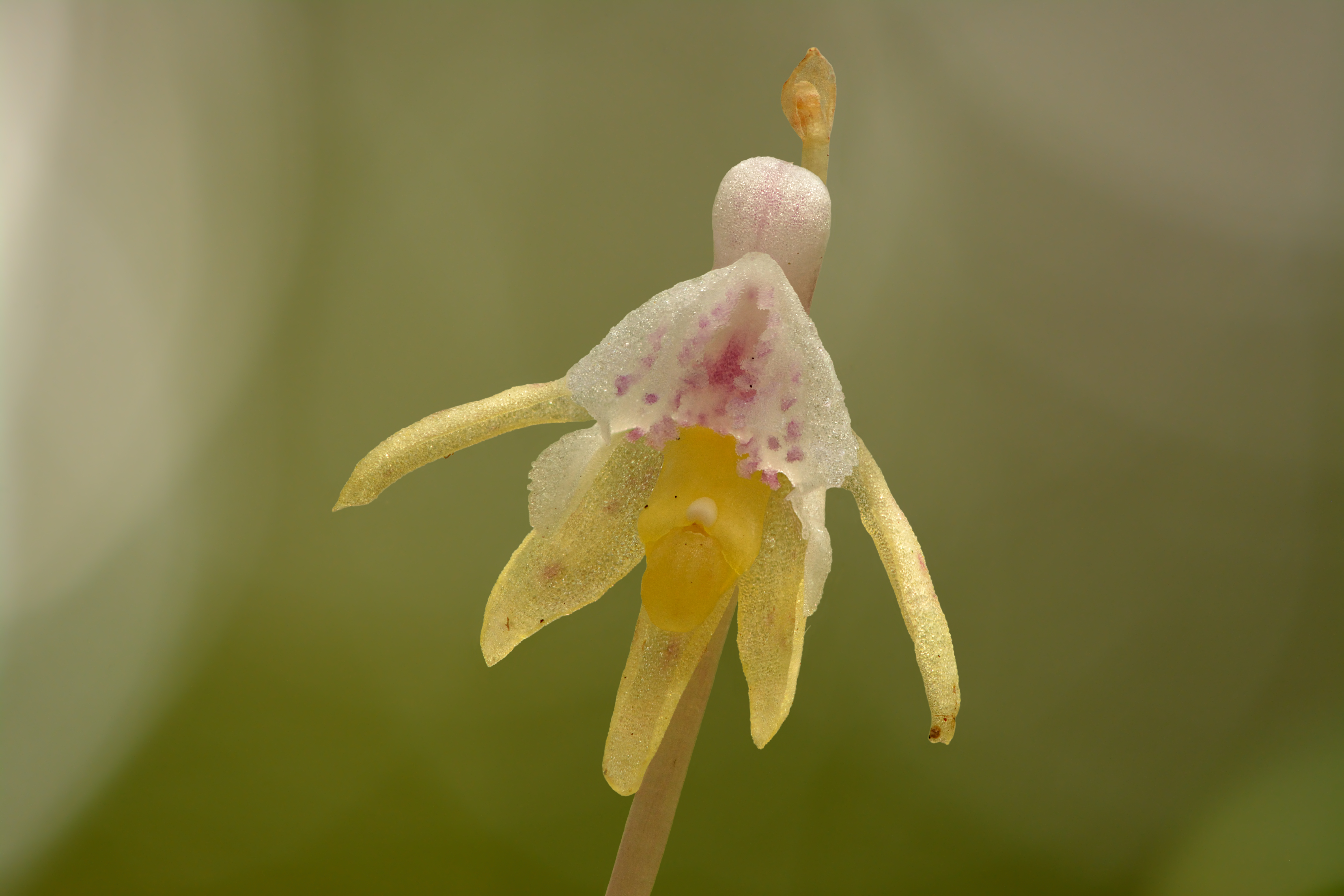
Il fiore

I fiori sono ermafroditi ed irregolarmente zigomorfi, pentaciclici (perigonio a 2 verticilli di tepali, 2 verticilli di stami (di cui uno solo fertile – essendo l'altro atrofizzato), 1 verticillo dello stilo). Dimensione dei fiori: 15 – 20 mm.
- Formula fiorale: per questa pianta viene indicata la seguente formula fiorale:

P 3+3, [A 1, G (3)]
- Perigonio:  il perigonio è composto da 2 verticilli con 3 tepali (o segmenti) ciascuno (3 interni e 3 esterni). I tepali, sia esterni che interni, sono molto simili, di colore giallastro e a forma lanceolato-lineare. Il portamento di questi tepali è pendulo, ossia sono ripiegati all'ingiù. Dimensione di tepali: larghezza 2 – 3 mm: lunghezza 12 – 14 mm.
- Labello:  il labello, formato da due parti distinte (epichilo e ipochilo), è il tepalo centrale più interno a forma allungata terminate con tre lobi rivolti all'insù e dai bordi crenulati. Il lobo mediano naviculare (simile alla carena di una nave) possiede quattro creste a consistenza carnosa e colorate di purpureo-violaceo. La posizione di questo labello, nel fiore, è apicale (di sopra) in quanto l'ovario non è ruotato di 180°. Nella parte posteriore è presente uno sperone basale, saccato, arcuato verso l'alto e nettarifero. Colore del labello: biancastro. Dimensione del labello: 12 – 13 mm. Dimensione dello sperone: larghezza 4 –5 mm; lunghezza 5 – 8 mm.
- Ginostemio:  lo stame con le rispettive antere (in realtà si tratta di una sola antera fertile biloculare – a due logge) è concresciuto con lo stilo e forma una specie di organo colonnare chiamato "ginostemio"[4]. Il polline ha una consistenza gelatinosa; si trova nelle due logge dell'antera, queste sono fornite di ghiandole vischiose (chiamate retinacoli). I pollinii sono inseriti sui retinacoli tramite delle caudicole e sono racchiusi in una borsicola rostellare. L'ovario in posizione infera  è formato da tre carpelli fusi insieme[5]. Lunghezza dell'ovario (non contorto): 3 – 5 mm.
- Fioritura: da luglio ad agosto.

### Frutti
Il frutto è una capsula.  Al suo interno sono contenuti numerosi minutissimi semi piatti. Questi semi sono privi di endosperma e gli embrioni contenuti in essi sono poco differenziati in quanto formati da poche cellule. Queste piante vivono in stretta simbiosi con micorrize endotrofiche, questo significa che i semi possono svilupparsi solamente dopo essere infettati dalle spore di funghi micorrizici (infestazione di ife fungine). Questo meccanismo è necessario in quanto i semi da soli hanno poche sostanze di riserva per una germinazione in proprio.

## Biologia
La riproduzione di questa pianta avviene in due modi: 
- per via sessuata grazie all'impollinazione degli insetti pronubi; la germinazione dei semi è tuttavia condizionata dalla presenza di funghi specifici (i semi sono privi di albume – vedi sopra). Questa pratica comunque è piuttosto rara.
- per via vegetativa in quanto il rizoma possiede la funzione vegetativa per cui può emettere gemme avventizie capaci di generare nuovi individui. Non sempre questa generazione avviene anno dopo anno. Infatti è possibile che questa pianta anche per parecchi anni rimanga nascosta sottoterra riproducendosi in modo agamico tramite gli stoloni del rizoma e vivendo in modo simbiotico sfruttando le risorse di fungi specifici.

## Distribuzione e habitat
- Geoelemento: il tipo corologico (area di origine) è Eurosiberiano.
- Diffusione: in Italia questa pianta si trova al nord al centro e in parte al sud. Ma è considerata rarissima. Nelle Alpi è presente (anche se rara) sui versanti settentrionali; mentre sul versante italiano non è presente nelle seguenti province: TO AO VC NO VA e SO. Nei vari rilievi europei manca solamente nelle Alpi Dinariche.
- Habitat: l'habitat tipico di queste piante sono i boschi piuttosto fitti (essendo una pianta saprofita non ha bisogno di molta luce solare) di faggete, peccete o abetine, ma terreno ricco di humus e altre sostanze nutrizionali. Il substrato preferito è calcareo oppure calcareo/siliceo con pH acido e medi valori di umidità.
- Diffusione altitudinale: sui rilievi queste piante si possono trovare dai 400 fino ai 1900 m s.l.m.; frequentano quindi i seguenti piani vegetazionali: montano e subalpino.

### Fitosociologia
Dal punto di vista fitosociologico la specie di questa voce appartiene alla seguente comunità vegetale:
Formazione: delle comunità forestali
Classe: Vaccinio-Piceetea excelsae
Ordine: Piceetalia excelsae
Alleanza: Piceion excelsae

## Tassonomia
Le Orchidaceae sono una delle famiglie più vaste della divisione tassonomica delle Angiosperme; comprende 788 generi e più di 18500 specie. Il genere cosmopolita Epipogium è composto da pochissime specie, delle quali una sola è spontanea dei territori italiani.
Il Sistema Cronquist assegna la famiglia delle Orchidaceae all'ordine Orchidales mentre la moderna classificazione APG la colloca nel nuovo ordine delle Asparagales. Sempre in base alla classificazione APG sono cambiati anche i livelli superiori (vedi tabella iniziale).
Il numero cromosomico di Epipogium aphyllum è: 2n = 68.

### Sinonimi
La specie di questa voce ha avuto nel tempo diverse nomenclature. L'elenco che segue indica alcuni tra i sinonimi più frequenti:
- Orchis aphylla F.W. Schmidt (1791) (basionimo)
- Epipogium gmelinii Rich. (1817)
- Satyrium epipogium L. (1753)

### Specie simili
Questa orchidea priva di parti verdi e di foglie può essere confusa con altre specie più o meno simili quali Coeloglossum viride (L.) Hartm., Chamorchis alpina (L.) Rich., Corallorhiza trifida Châtel., oppure le specie del genere Listera. Per i vari confronti sia morfologici che anatomici vedere le relative voci di questa enciclopedia.

## Conservazione
Come tutte le orchidee è una specie protetta e quindi ne è vietata la raccolta e il commercio ai sensi della Convenzione sul commercio internazionale delle specie minacciate di estinzione (CITES). In particolare questa specie è tutelata dalla Convenzione di Washington (2007).